# Grimaud (tổng)
Tổng Grimaud là một tổng thuộc tỉnh Var trong vùng Provence-Alpes-Côte d'Azur.

## Địa lý
Tổng này được tổ chức xung quanh Grimaud trong quận Draguignan. Cao độ vùng này từ 0 m (Cogolin) đến 674 m (La Garde-Freinet) với độ cao trung bình 135 m.

## Các xã
Tổng Grimaud gồm 5 xã với dân số tổng cộng 28 643 người (điều tra dân số năm 1999, dân số không tính trùng).
| Xã                 | Dân số | Mã bưu chính | Mã insee |
| ------------------ | ------ | ------------ | -------- |
| Cogolin            | 9 079  | 83310        | 83042    |
| La Garde-Freinet   | 1 619  | 83680        | 83063    |
| Grimaud            | 3 780  | 83310        | 83068    |
| Le Plan-de-la-Tour | 2 380  | 83120        | 83094    |
| Sainte-Maxime      | 11 785 | 83120        | 83115    |

## Thông tin nhân khẩu
| 1962                                                     | 1968   | 1975   | 1982   | 1990   | 1999   |
| -------------------------------------------------------- | ------ | ------ | ------ | ------ | ------ |
| 9 934                                                    | 12 768 | 16 113 | 18 763 | 24 769 | 28 643 |
| Nombre retenu à partir de 1962 : dân số không tính trùng |        |        |        |        |        |